# اسحاق قویدل
اسحاق قویدل (۱۶ آذر ۱۳۶۶ – ۴ اسفند ۱۴۰۰) بدن‌ساز حرفه‌ای اهل ایران بود. او از سال ۱۳۸۵ کار پرورش اندام را شروع کرد و چندین دوره در مسابقات فدراسیون جهانی بدن‌سازی و تناسب‌اندام شرکت کرد و عناوین ملی و بین‌المللیِ مختلفی را بدست آورد. اسحاق قویدل دارای مدرک کارشناسی تربیت بدنی و همچنین کارت حرفه ای از IFBB Pro League بود.
قویدل که با عنوان «کوه عضله» شهرت داشت، پس از ابتلا به بیماری درباره داروهای بدنسازی دست به افشاگری زد.

## افتخارات
اسحاق قویدل قهرمان پرورش اندام در سالهای ۱۳۸۶، ۱۳۸۹، ۱۳۹۱ و ۱۳۹۳ و تنها سنگین‌وزنی است که چهار سال متوالی مدال طلای این رشته را در کشور بدست آورده‌است. از سال ۲۰۱۲ عضو رسمی تیم ملی بوده و از سال ۲۰۱۲ تا ۲۰۱۶ به ترتیب ۴ نقره و طلای جهان را کسب کرده‌است. اسحاق قویدل در سال ۲۰۱۶ توانست با به نمایش گذاشتن بدنی بی‌نقص و قهرمانی مستر المپیا در کویت و قهرمانی در اورال کارت حرفه‌ای خود را دریافت کند. اسحاق قویدل در سال ۲۰۱۶ نخستین سنگین‌وزن حرفه‌ای تاریخ پرورش اندام ایران بود که به مسابقات حرفه‌ای تورنتو رفت و در سال ۲۰۱۸ فینالیست هم شد. او همچنین در مسابقات پرورش اندام کشور در سال ۱۳۹۳ به نشان طلا دست یافت.

## بیماری و مرگ
بیماری قویدل با سردرد آغاز شد و از آنجا که پزشکان پس از بررسی بالینی گوناگون نتوانستند تشخیص قطعی دهند عازم کانادا شد. پس از مدتی در بیمارستان سن‌مارکز درمان قویدل آغاز و عمل جراحی وی انجام شد. پس از بررسی بالینی بیماری سارکوم (نوعی از سرطان) تشخیص داده شد. او دلیل اصلی بیماری خود را استفاده از داروهای بدنسازی به خصوص پپتیدها می‌دانست و با تشکیل کمپینی در تلاش بود که جوانان کشورش همچون او دچار این اشتباه نشده و جان خود را بواسطه مصرف این مواد به خطر نیندازند. قویدل در ۴ اسفند ۱۴۰۰ پس از تحمل سه سال بیماری سارکوم در شهر تورنتو کانادا درگذشت.

اسحاق قویدل

## فیلم مستند
فیلم مستند رؤیای پوشالی که از شبکهٔ خبر سیمای جمهوری اسلامی ایران پخش شد به داستان زندگی او می‌پردازد که به علت استفاده مداوم از داروهای بدنسازی، دچار بیماری سرطان شد.